# 唐津市立肥前小学校
唐津市立肥前小学校（からつしりつ ひぜんしょうがっこう）は、佐賀県唐津市肥前町入野にある公立の小学校。
唐津市肥前地区の小学校3校（納所・田野・入野）の統合により、2024年（令和6年）4月に新設された。
なお、校舎は旧・入野小学校の校舎を継承している。

## 概要

### 歴史
2024年（令和6年）に「肥前小学校」として創立。

### 校章
統合・新設に伴い、旧3校の校章（桜の花弁・稲穂）を組み合わせ、中央に校名の「肥前」の文字（縦書き）を配している。

### 校歌
統合・新設に伴い、新しく制定された。

### 分校
- 向島分校（むくしま）（休校中）
  - 〒857-1524 佐賀県唐津市肥前町向島194番地
  - 1881年（明治14年）9月に「納所小学校向島分教場」として創立。1947年（昭和22年）に「入野村立向島小学校」として独立。2010年（平成22年）に「唐津市立入野小学校向島分校」となり、2012年（平成24年）3月末に休校となっている。

## 沿革
- 2024年（令和6年）
  - 4月1日 - 「唐津市立肥前小学校」（現校名）が開校。校舎は旧・入野小学校校舎を継承。向島分校を移管される。
  - 4月9日 - 開校式を挙行。

## 通学区域
住所表記で唐津市の後に「肥前町」の続く地域。

## 進学先中学校
- 唐津市立肥前中学校[1]

## 交通アクセス

### 最寄りのバス停留所
- 昭和自動車「入野」・「山田前」バス停留所

### 最寄りの幹線道路
- 佐賀県道217号星賀港線 「肥前市民センター前」交差点
- 佐賀県道317号納所入野線

## 周辺
入野小学校は旧肥前町の中心部に位置している。
- 唐津市役所 肥前市民センター（旧・肥前支所、肥前町役場）
- 肥前町総合運動場・肥前体育館・肥前文化会館
- 唐津市立肥前中学校
- ひぜんこども園
- 入野郵便局
- 唐津警察署 入野警察官駐在所
- 佐賀銀行 肥前町支店
- JAからつ入野支所
- Aコープはぴる肥前店

## 参考資料
- 肥前小学校開校式（令和6年4月9日） - 唐津市ウェブサイト

## 関連事項
- 佐賀県小学校一覧